# Thank God It's Christmas
«Thank God It's Christmas» (укр. «Бог дав Різдво») — різдвяна пісня та сингл британського рок-гурту «Queen», яку написли соло-гітарист Браян Мей і ударник Роджер Тейлор.
Пісня вийшла як сингл на 7- та 12-дюймових платівках з піснями «Keep Passing the Open Windows» і «Man on the Prowl» на стороні «Б». Вийшовши 26 листопада 1984 року, сингл провів шість тижнів у британських чартах на Різдво 1984 року та Новий рік 1985 року, і досягнув максимальної 21 позиції.
Ця пісня не увійшла до жодного студійного альбому «Queen, вона з'явилася тільки у 1999 році у збірці пісень «Queen» «Greatest Hits III», а також на «Б»-стороні синглу з піснею «A Winter's Tale» з альбому «Made in Heaven» у 1995 році. Згодом, пісня було включена до бонусного EP, упакованого в делюкс-видання альбому «The Works», ремастованого і перевиданого у 2011 році.
Для композиції не було знято рекламного відео. Пісня з'явилася у кількох різдвяних альбомах-збірках, включаючи «Now That's What I Call Christmas, що вийшла 1985 року.
Пісня з'явилася у різдвяній збірці на LP «The Edge Of Christmas» в її повній версії 12-дюймової платівки з барабанним вступом. Вона також з'явилася у збірці-бокс-сеті, призначеного тільки для США — «The Queen Collection», який складався з перевидання на LP «Classic Queen» і «Queen's Greatest Hits» разом з бонусним CD під назвою «Queen Talks», який включав цю пісню разом з інтерв'ю гурту 1989 року.

## Трек-лист

### 7" вінил
EMI / QUEEN 5

| Сторона «А» | Сторона «А»                | Сторона «А»              | Сторона «А» |
| #           | Назва                      | Автор                    | Тривалість  |
| ----------- | -------------------------- | ------------------------ | ----------- |
| 1.          | «Thank God It's Christmas» | Браян Мей, Роджер Тейлор | 4:22        |

| Сторона «Б» | Сторона «Б»                     | Сторона «Б»     | Сторона «Б» |
| #           | Назва                           | Автор           | Тривалість  |
| ----------- | ------------------------------- | --------------- | ----------- |
| 1.          | «Man on the Prowl»              | Фредді Мерк'юрі | 3:30        |
| 2.          | «Keep Passing the Open Windows» | Фредді Мерк'юрі | 5:22        |

### 12" вінил
EMI / 12QUEEN 5

| Сторона «А» | Сторона «А»                           | Сторона «А»              | Сторона «А» |
| #           | Назва                                 | Автор                    | Тривалість  |
| ----------- | ------------------------------------- | ------------------------ | ----------- |
| 1.          | «Thank God It's Christmas»            | Браян Мей, Роджер Тейлор | 4:19        |
| 2.          | «Man on the Prowl» (подовжена версія) | Фредді Мерк'юрі          | 5:56        |

| Сторона «Б» | Сторона «Б»                                        | Сторона «Б»     | Сторона «Б» |
| #           | Назва                                              | Автор           | Тривалість  |
| ----------- | -------------------------------------------------- | --------------- | ----------- |
| 1.          | «Keep Passing the Open Windows» (подовжена версія) | Фредді Мерк'юрі | 6:50        |

## Музиканти
- Фредді Мерк'юрі — головний вокал, бек-вокал;
- Браян Мей — електрогітара, синтезатор, бек-вокал;
- Роджер Тейлор — ударні, драм-машина, дзвіночки, синтезатор, бек-вокал;
- Джон Дікон — бас-гітара.

## Чарти
| Чарт (1984)                 | Позиція |
| --------------------------- | ------- |
| UK Singles Chart            | 21      |
| Ірландський чарт синглів    | 8       |
| Чарт (1985)                 | Позиція |
| Австралійський чарт синглів | 21      |
| Німецький чарт синглів      | 57      |

| Чарт (2013)         | Позиція |
| ------------------- | ------- |
| Словенія (SloTop50) | 29      |

| Чарт (2014)         | Позиція |
| ------------------- | ------- |
| Словенія (SloTop50) | 28      |

| Чарт (2015)                     | Позиція |
| ------------------------------- | ------- |
| Данський чарт синглів           | 36      |
| Польща (Polish Airplay Top 100) | 39      |
| Словенія (SloTop50)             | 38      |

| Чарт (2016)         | Позиція |
| ------------------- | ------- |
| Словенія (SloTop50) | 22      |

| Чарт (2017)                        | Позиція |
| ---------------------------------- | ------- |
| Німеччина (Official German Charts) | 18      |
| Словенія (SloTop50)                | 15      |
| Швейцарія (Media Control AG)       | 47      |

| Чарт (2018–19)                     | Позиція |
| ---------------------------------- | ------- |
| Австралія (ARIA)                   | 80      |
| Австрія (Ö3 Austria Top 75)        | 16      |
| Данія (Tracklisten)                | 34      |
| Німеччина (Official German Charts) | 16      |
| Польща (Polish Airplay Top 100)    | 43      |
| Словенія (SloTop50)                | 11      |
| Швейцарія (Media Control AG)       | 36      |

## Сертифікації
| Країна               | Сертифікація | Продано |
| -------------------- | ------------ | ------- |
| Данія (IFPI Denmark) | Золото       | 45.000  |